# Maggie Smith
Margaret Natalie Smith (Ilford, 28 de diciembre de 1934-Londres, 27 de septiembre de 2024), conocida como Maggie Smith, fue una actriz británica. Su extensa carrera, que abarcó más de setenta años, la convirtió en una de las actrices europeas de mayor reconocimiento en el mundo. Es considerada una figura destacada dentro de la cultura británica, fue nombrada «dama» (Dame en inglés) por la reina Isabel II en 1990 por su contribución a las artes interpretativas y recibió la Orden de los Compañeros de Honor en 2014.
Comenzó su carrera en las tablas del teatro Oxford Playhouse y debutó en Broadway en 1952. Por su destacado trabajo en el teatro londiense, recibió cinco premios Evening Standard por las obras El ojo público en 1962, Hedda Gabler en 1970, Virginia en 1981, The Way of the World en 1984 y Tres mujeres altas en 1994. Fue candidata al premio Tony por Vidas privadas en 1975 y Noche y día de 1979, obteniéndolo en 1990 con Lettice and Lovage. Otras obras teatrales notables incluyen las producciones del Festival de Stratford Antonio y Cleopatra de 1976 y Macbeth de 1978, y las producciones de West End Un delicado equilibrio de 1997 y Un respiro de vida de 2002.
En la gran pantalla, logró reconocimiento inicial por la cinta Nowhere to Go de 1958, la cual le brindó una nominación al Premio BAFTA. Ganó dos Premios Óscar por las películas Los mejores años de Miss Brodie en 1969, como actriz principal, y California Suite en 1978, como actriz de reparto, siendo una de las seis actrices que han ganado el Óscar en ambas categorías. Además, obtuvo otras cuatro nominaciones por las cintas Otelo de 1965, Viajes con mi tía de 1972, Una habitación con vistas de 1986 y Gosford Park de 2001. De igual manera, ha ganado cinco BAFTA, cuatro como mejor actriz y uno como mejor actriz de reparto, cuatro Emmy, tres Globos de Oro y dos SAG.
Entre 2001 y 2011, interpretó a la profesora Minerva McGonagall en la saga Harry Potter, que la hizo popular para las audiencias más jóvenes. Otras cintas importantes en su filmografía son: Furia de titanes de 1981, Hook de 1991, Sister Act de 1992, Té con Mussolini de 1999, El exótico Hotel Marigold de 2012 y The Lady in the Van de 2015. En los últimos años volvió a ser reconocida gracias al personaje de Violet, la condesa viuda de Grantham en la exitosa serie británica Downton Abbey.

## Biografía
Margaret Natalie Smith nació en 1934 en Ilford, Inglaterra, en la actualidad un barrio del noreste de Londres. Sus padres eran Nathaniel Smith, patólogo y Margaret Hutton Little, secretaria. A los cuatro años se mudó a Oxford con sus padres y sus dos hermanos mellizos, Alistair e Ian, quienes luego estudiaron arquitectura. Cursó sus estudios en la Oxford High School hasta los 16 años, cuando la abandonó para estudiar interpretación en la Oxford Playhouse School.

## Trayectoria

### Cine
El debut de Maggie Smith en la gran pantalla fue con Child in the House, en 1956, donde interpretó a una invitada en una fiesta. Dos años después participó en Nowhere to Go, por cuyo trabajo recibió una nominación al BAFTA en la categoría Most Promising Newcomer to film ("Actriz revelación").
En 1969 interpretó a la carismática maestra de escuela escocesa Jean Brodie en Los mejores años de Miss Brodie, una adaptación de la novela homónima, de Muriel Spark, que le valió su primer Óscar, en la categoría de mejor actriz. El semanario Variety escribió en su crítica que «la actuación de Smith es un triunfo». Por otro lado, Jason Best dijo «como es usual, uno no puede evitar pensar que los votantes de los Óscar son impresionados fácilmente [...] vista hoy en día la actuación extravagante de Smith parece horriblemente sobreactuada», aunque luego dijo que Smith se «acomoda bien al personaje» y que «su ostentosa interpretación ciertamente compensa la dirección plana de Ronald Neame y deja en la sombra a los demás actores». En 1973, destacó su papel como Lila Fisher en Love and Pain and the Whole Damn Thing (1973).

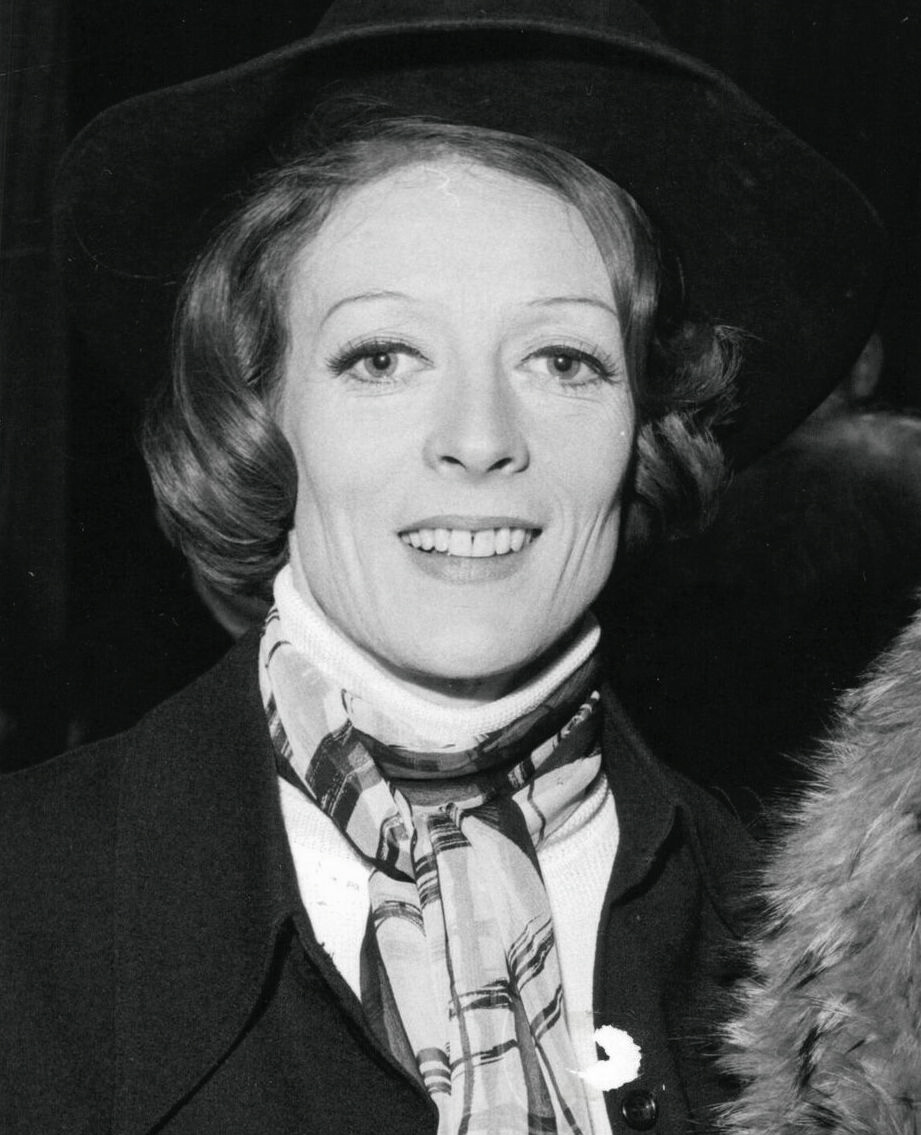
En 1973.

Smith volvió a ganar el Óscar, esta vez en la categoría de mejor actriz de reparto, en 1979 por su interpretación de la excéntrica y alcohólica Diana Barrie en California Suite. Ella fue, hasta la fecha, la única persona en ganar un Oscar por interpretar a un nominado al Oscar ficticio. Por este papel, también ganó su primer premio Globo de Oro. En los setenta también participó en Viajes con mi tía y en Muerte en el Nilo, por cuyas interpretaciones obtuvo una nominación al Óscar y al BAFTA, respectivamente.
A principios de la década de los años ochenta, Smith coprotagonizó con su amigo y compañero Michael Palin la película The Missionary (1982) dirigida por Richard Loncraine. Ese mismo año, interpretó a Daphne Castle en la película de misterio Evil Under the Sun, junto a Peter Ustinov, Jane Birkin y Diana Rigg. Al año siguiente, apareció en la película Better Late Than Never (1983) junto a David Niven y Art Carney.
En 1984, protagonizó la película Función privada, por cuyo trabajo obtuvo su segundo BAFTA. En 1985, protagonizó junto a Helena Bonham Carter y Denholm Elliott, con quien también actuó en Función privada, una de sus películas más exitosas, Una habitación con vistas, por cuya interpretación de Charlotte Bartlett consiguió una nominación al Óscar, un BAFTA y un Globo de Oro, entre otros premios. Según Vincent Canby, de The New York Times, Smith y Elliot «siguen actuando cada vez mejor con el tiempo» pero sin embargo «la verdadera estrella de la película es la hermosa Helena Bonham Carter».
En la década de los años noventa, apareció en varias películas que fueron éxitos en taquilla, el primer largometraje fue la película de comedia Hook (1991), como Wendy, junto a Robin Williams como Pan, Dustin Hoffman como Hook y Julia Roberts como Tinker Bell. Un año más tarde, destacó su papel en la película musical de comedia Sister Act (1992) como la madre superiora. Al año siguiente, repitió su papel en la película secuela Sister Act 2: Back in the Habit (1993).
Otros papeles destacables fueron:  la duquesa de York en Richard III (1995), la señora Medlock en El jardín secreto (1993), la tía Lavinia Penniman en Washington Square (1997), o Lady Hester en Té con Mussolini (1999). También protagonizó dos de las películas británicas más destacables del año 1998, como fueron The Last Septiembre junto a Michael Gambon y Curtain Call con Michael Caine en el mismo año.
En 2001 Smith interpretó a la condesa de Trentham en Gosford Park, papel que le valió su sexta nominación al Óscar. El crítico Roger Ebert dijo que el elenco «era una invitación al robo de escenas» y que sin esfuerzo Maggie Smith «se posicionaba primera». Michael Wilmington, a su vez, dijo «las Damas Smith y Atkins, y los Sirs Gambon y Jacobi estuvieron todos magníficos [...] Uno puede señalar especialmente a Maggie Smith porque hay tantas burlas exquisitamente desagradables y ella las dice con un deleite perverso».

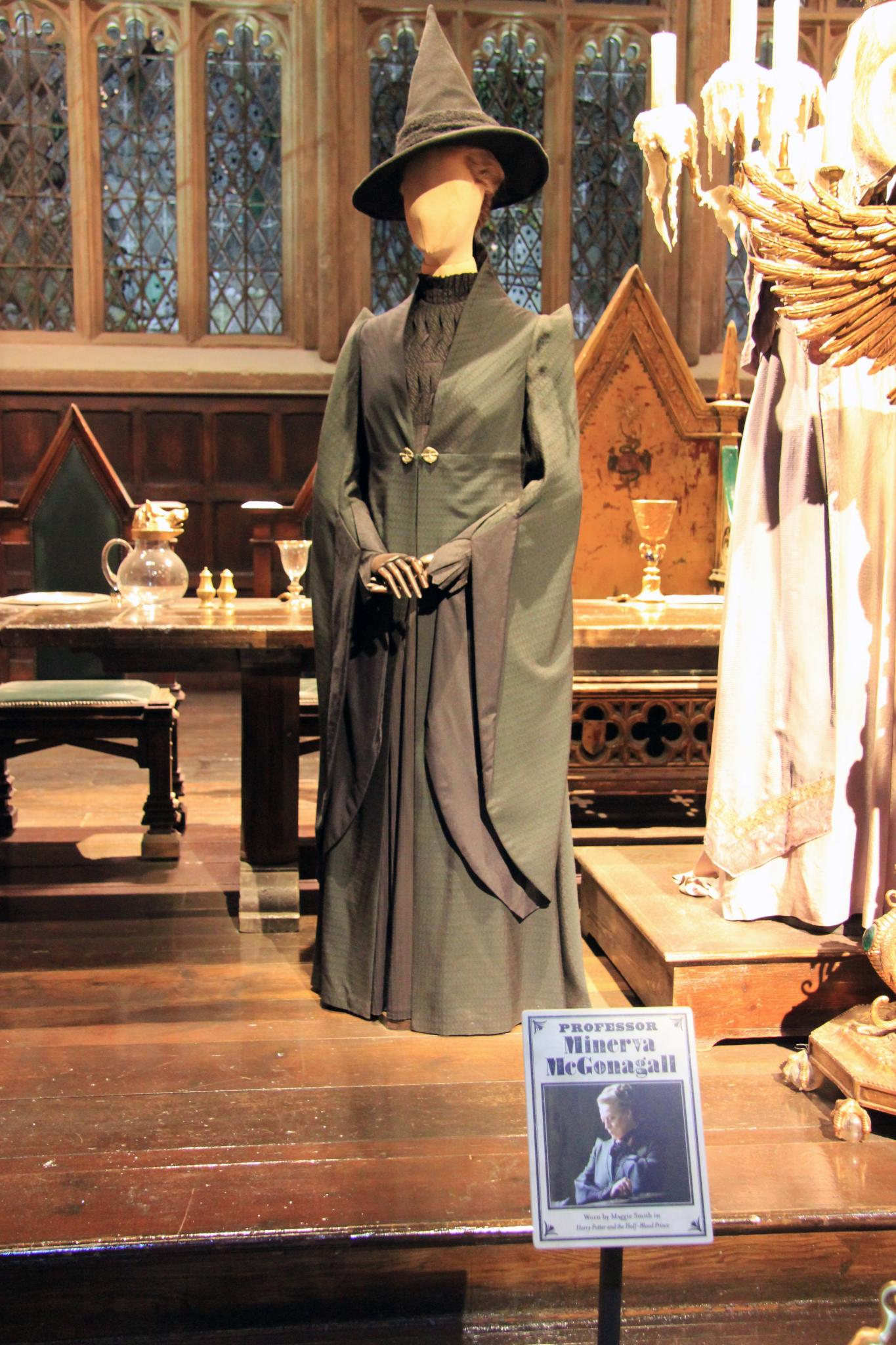
Maniquí representando la interpretación de Smith como Minerva McGonagall de la saga de Harry Potter.

En la década de 2000 también participó en La última primavera, Keeping Mum, Becoming Jane y Nanny McPhee and the Big Bang, entre otras. Pero sin duda fue su interpretación de la profesora Minerva McGonagall en las exitosas adaptaciones cinematográficas de Harry Potter lo que le otorgó un mayor reconocimiento, en especial entre las audiencias jóvenes. Smith ha dicho que disfrutó interpretar a McGonagall y recordó su papel como «igual a Miss Jean Brodie pero con un sombrero de bruja encima». Sin embargo, ha dicho también que toma a Harry Potter como «su pensión». Según Chloe Fox, de The Telegraph, «el cine es de su interés por la recompensa financiera y por los efectos especiales». Emma Watson, la actriz que interpretó a Hermione Granger en las películas de Harry Potter, dijo «amar a Maggie Smith» en la segunda parte de Harry Potter y las Reliquias de la Muerte y que «casi se robó la película».
En 2012 se estrenó El exótico Hotel Marigold, donde trabajó nuevamente con Judi Dench, y Quartet, dirigida por Dustin Hoffman y coprotagonizada junto a Michael Gambon, Tom Courtenay, Billy Connolly y Pauline Collins.  En 2014 protagonizó My Old Lady y comenzó la filmación para una secuela de El exótico Hotel Marigold, que se estrenó el año siguiente y fue protagonizada por el elenco original y que contó además con la incorporación de Richard Gere y David Strathairn. Ese mismo año la actriz expresó que «estaba tan empeñada en querer actuar como siempre» y que aunque se hacía más difícil, quería «seguir y seguir adelante siempre que pueda porque es lo más estimulante que se puede hacer».
En 2015 protagonizó The Lady in the Van, que previamente había interpretado en el teatro y en la radio y que fue llevada al cine por Nicholas Hytner, quien también la había dirigido previamente en el teatro. Smith fue aclamada por los críticos, que dijeron que el personaje estaba hecho a medida de la actriz. Frank Scheck, de The Hollywood Reporter, manifestó que Smith «explotaba al máximo el humor detrás del personaje» y era la que llevaba el filme adelante, elogiando su capacidad de «trasmitir sutilmente el dolor emocional y la desesperación de una insoportable anciana». Tanto The Hollywood Reporter como Variety y New York Post la mencionaron como una fuerte candidata al Óscar. Smith se hizo finalmente con una nominación al Globo de Oro en la categoría de mejor actriz en comedia o musical.
En 2018, Smith protagonizó un documental británico titulado Nothing Like a Dame, dirigido por Roger Michell, que documenta conversaciones entre las actrices Smith, Judi Dench, Eileen Atkins y Joan Plowright, intercaladas con escenas de sus carreras en el cine y el escenario. La película se estrenó en Estados Unidos bajo el título: Tea with the Dames. En el mismo año, Smith repitió su papel de la profesora Minerva McGonagall dando voz al personaje en Harry Potter: Hogwarts Mystery, un videojuego de rol.
En septiembre de 2019, se estrenó en los cines una continuación de la serie Downton Abbey en forma de largometraje titulada simplemente Downton Abbey. La película fue un éxito y recaudó 194,3 millones de dólares en taquilla. Smith repitió su papel de Violet Crawley, condesa viuda de Grantham en el drama histórico de 2022 y continuación de la primera película de Simon Curtis, Downton Abbey: A New Era, junto a Hugh Bonneville, Elizabeth McGovern y Michelle Dockery.
En 2021, Smith protagonizó la adaptación de Netflix del libro infantil de Matt Haig del mismo nombre, A Boy Called Christmas. La película fue dirigida por Gil Kenan y también protagonizada por Sally Hawkins, Kristen Wiig, Jim Broadbent y Toby Jones. En 2023, Smith interpretó a Lily Fox en una película dramática irlandesa, The Miracle Club, con Kathy Bates y Laura Linney. La trama de la película se describe como un viaje "alegre e hilarante" de un grupo de mujeres desenfrenadas de clase trabajadora de Dublín, cuyo peregrinaje a Lourdes en Francia las lleva a descubrir la amistad de cada una y sus propios milagros personales.  En octubre de 2023, Smith se reveló como uno de los rostros de la precolección SS24 de Loewe.

### Teatro
Su carrera comenzó en el Oxford Playhouse con la ayuda de su amigo e hizo su debut actoral en 1952 con la obra Noche de reyes. Trabajó en el Royal National Theatre de Londres durante los sesenta, cuando saltó a la fama al interpretar a Desdémona en Otelo, personaje que volvería a interpretar en la versión cinematográfica de la misma obra en 1965 y que le daría su primera nominación al Óscar.
En 1953, apareció junto a Ronnie Barker en The Housemaster en la Oxford Playhouse. Barker dijo «solo tiene dos estilos —una grandilocuente bastante cursi o una londinense afilada—». Entre 1976 y 1980, Smith formó parte de numerosas producciones en el Stratford Shakespeare Festival en Stratford, Canadá, entre ellas Ricardo III como la Reina Isabel (1977), Macbeth como lady Macbeth (1978) y Como gustéis como Rosalind (1977 y 1978).
Otros roles notables en su carrera de teatro incluyen a Miss Shepherd en The Lady in the Van, Amanda en Private Lives y Lettice Douffet en Lettice and Lovage, por cuyo personaje ganó un Tony en 1990. Según Peter Shaffer: «Ella es una buena actriz de cine, pero esencial y maravillosamente una actriz de teatro».
Además del Tony en 1990, recibió muchos otros premios y nominaciones por su trabajo en el teatro, entre ellos cinco Evening Standard Theatre Awards; por sus interpretaciones en The Private Ear y The Public Eye (1962), Hedda Gabler (1970), Virginia (1981), The Way of the World (1984) y Three Tall Women (1994) y un Society of London Theatre Special Award, de los Premios Olivier. Además fue nominada en otras dos ocasiones al Tony por sus actuaciones en Private Lives (1975) y Night and Day (1980) y en otras seis al Olivier por su trabajo en Virginia (1981), The Way of the World (1985), Lettice and Lovage y Coming In To Land (1987), The Importance of Being Earnest (1994), A Delicate Balance (1998) y The Lady in the Van (2000).
A pesar de que en sus inicios se dedicaba casi exclusivamente al teatro, en las últimas décadas se ha centrado en el cine y casi no ha participado en ninguna obra. Tras su lucha contra el cáncer en el 2008, no ha vuelto a participar en ninguna obra teatral y manifestó su miedo a volver a hacerlo. No obstante, en abril de 2019, después de una ausencia de once años del teatro, Smith regresó al escenario en la obra de Christopher Hampton, A German Life como Brunhilde Pomsel en el Bridge Theatre de Londres. Jonathan Kent asumió el papel de director. El crítico de teatro de Variety elogió la actuación de Smith y escribió: "Es una actuación que combina el conocimiento de la retrospectiva con la ingenuidad de la juventud, lo suficientemente indiferente como para cogerte desprevenido cuando la magnitud de los acontecimientos de repente se hace presente".

### Televisión
Maggie Smith hizo su debut en televisión en 1955 con un rol menor en la serie BBC Sunday-Night Theatre. En 1968 interpretó a Irina Arkadina en The Seagull y a Ann Whitefield en Man and Superman en la serie BBC Play of the Month y en 1972 reapareció en otros dos episodios, como Portia en The Merchant of Venice y como Epifania en The Millionairess. Otros trabajos de Smith en la televisión incluyen a Betsie Trottwood en David Copperfield, en 1999, donde actuó con Daniel Radcliffe e Imelda Staunton, quienes luego trabajarían con ella en las películas de Harry Potter, Mrs. Emily Delahunty en el telefilme My House in Umbria, con la que obtuvo un Emmy y una nominación al Globo de Oro y a Mary Gilbert en Capturing Mary.
Entre 2010 y 2015 intervino en las seis temporadas de la exitosa serie británica Downton Abbey, en la que interpretaba a la condesa viuda de Grantham, por cuya actuación obtuvo dos Emmy consecutivos, un Globo de Oro y una nominación a los BAFTA. La interpretación de Smith recibió muchos elogios de la crítica. David Hinckley, de Daily News, dijo que Smith «roba el programa al menos una vez por capítulo» y Lori Rackl, de The Chicago Sun Times, describió a Maggie Smith como una «ladrona de escenas». Por otro lado, Hinckley dijo también que a Smith «le dan siempre las mejores líneas», aunque luego dijo que «se podría argumentar que se convierten en las mejores por su habilidad para decirlas», y Dorothy Rabinowitz dijo que por momentos se siente que hay líneas «que le dan a la Dowager no porque ella las diría, sino por lo divertido que es que Smith las diga» y que «no las necesita, su reacción a una silla giratoria es suficiente para hacerte estar dispuesto a pagar por un mes de renta en Downton Abbey». Según Mary McNamara, la «razón principal por la anticipación y la adulación [de Downton Abbey] era Smith». Tras finalizar la tercera temporada, hubo incertidumbre sobre si Maggie Smith renovaría su contrato debido a problemas de salud, sin embargo finalmente firmó para continuar interpretando a Violet.

## Vida personal
Maggie Smith estuvo casada dos veces. En junio de 1967 se casó con el actor Robert Stephens con quien tuvo dos hijos: los también actores Toby Stephens (1969) y Christopher Stephens (1967), con quien actuó en Té con Mussolini.
Smith se divorció de Stephens en mayo de 1974.
En 1975 contrajo matrimonio con el dramaturgo Beverly Cross, con quien estuvo casada hasta su muerte en marzo de 1998.

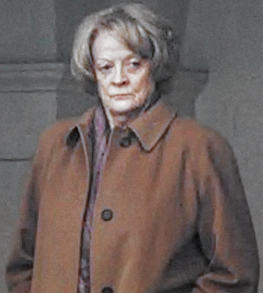
Fotografiada en 2007.

En 1988 fue diagnosticada con la enfermedad de Graves-Basedow y estuvo doce meses casi aislada, con tratamientos de radioterapia y cirugía en los ojos. Michael Coveney, un crítico de cine, atribuyó parte de la melancolía de Smith a esta enfermedad. Sobre su melancolía la actriz dijo «me siento calmada cuando actúo, especialmente en el teatro». En 2008 le diagnosticaron cáncer de mama después de que descubriera un bulto en su pecho, sin embargo la quimioterapia resultó exitosa. Smith dijo «[al principio] no pensé que fuese algo serio, pues hace algunos años había tenido otro bulto que resultó ser benigno y asumí que este lo era también» y las sesiones de quimioterapia resultaron ser «peores que el cáncer en sí». También dijo pensar que su edad influyó y que el cáncer «la cambió mucho».
En septiembre de 2011, ofreció su apoyo como patrona a la campaña de recolección de 4,6 millones de dólares para reconstruir el Court Theatre en Nueva Zelanda tras el Terremoto de Christchurch de 2011. En julio de 2012, se convirtió en patrona de la Asociación Internacional de Glaucoma, en un esfuerzo para ayudar a la organización y subir el perfil del glaucoma y en noviembre de ese mismo año donó un dibujo hecho por ella a un remate para recolectar fondos para la organización Cats Protection, que como su nombre en inglés lo indica, se dedica a proteger y rescatar gatos.

## Muerte
El 27 de septiembre de 2024, Smith falleció en Londres en el hospital Chelsea and Westminster, a los 89 años de edad.

### Reacciones
El rey Carlos III emitió un comunicado: «Mientras baja el telón sobre un tesoro nacional, nos unimos a todos aquellos en todo el mundo para recordar con la más profunda admiración y afecto sus muchas grandes actuaciones, y su calidez e ingenio que brillaron tanto dentro como fuera del escenario». Su carrera fue elogiada por el primer ministro del Reino Unido, Keir Starmer, quien la describió como un «tesoro nacional».
Entre los fanáticos de la artista y como parte de la cultura popular, su muerte llamó la atención por una coincidencia; su deceso se produjo el mismo día con un año de diferencia a la de Michael Gambon, su compañero en la franquicia de Harry Potter interpretando a Albus Dumbledore, quien murió el 27 de septiembre de 2023.
Unos meses más tarde, a finales de 2024. su compañera Judi Dench reconoció haber plantado un árbol en su honor en el día de su funeral.

## Filmografía
Según el sitio web de agregación de reseñas Rotten Tomatoes, que asigna puntajes de películas según las críticas y la recepción del público, algunas de las películas de Smith con mayor puntaje incluyen: The Lonely Passion of Judith Hearne (1987), A Room with a View (1985),  The Lady in the Van  (2015), Los mejores años de Miss Brodie (1969), Función privada (1984),  Harry Potter y el prisionero de Azkaban (2003) o Downton Abbey (2019). Sus películas más exitosas financieramente incluyen: Harry Potter y las Reliquias de la Muerte: parte 2 (2011), Harry Potter y la piedra filosofal (2001), Harry Potter y la Orden del Fénix (2007), Hook (1991) o Sister Act (1992).

## Premios y nominaciones

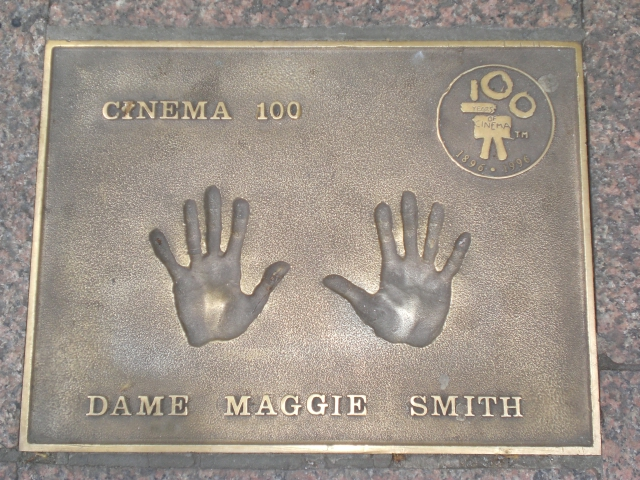
Placa en su honor en el Leicester Square.

Smith, fue nombrada «Comendadora» de la Orden del Imperio Británico (CBE) en 1970 y ascendida a «Dama comendadora» (DBE) en 1990.
 En 1986 recibió el doctorado honoris causa en letras por la Universidad de Bath y en 1971 y 1995 por la Universidad de St Andrews y la Universidad de Cambridge, respectivamente. En septiembre de 2012 recibió el premio del legado del Stratford Shakespeare Festival, de manos de Christopher Plummer.
Además, a lo largo de su trayectoria profesional recibió numerosos premios, entre los que se encuentran dos Premios Óscar, siete Premios BAFTA, tres Globos de Oro, cuatro Emmy, un Tony y un SAG. Smith es una de las 14 actrices que ha logrado la Triple Corona de Actuación ganando los más altos galardones en cine, televisión y teatro.